# Оскар (готель, Трускавець)
«Оскар» — сучасний чотиризірковий готель у місті Трускавець, відкритий у січні 2007 року.

## Розташування
Готель «Оскар» розташований у середмісті Трускавця, поряд із санаторіями «Арніка» та «Аркада», пансіонатом «Оріана», готелем «Європа» та Залізничним вокзалом.
Відстань до:
- Залізничного вокзалу – 200 м
- Автовокзалу – 1100 м
- Летовищ:
  - Міжнародний аеропорт «Львів» – 67 км
  - Міжнародний аеропорт «Івано-Франківськ» – 96,4 км
- Курортного парку – 200 м
- Бювету мінеральних вод № 1 – 400 м.
- Бювету мінеральних вод № 2 – 1000 м.
- Середмістя Трускавця – 100 м

## Характеристики готелю
У готелі 18 номерів. В кожному номері є ванна кімната, усі номери обладнані супутниковим телебаченням, мінібаром, телефоном, безкоштовним Wi-Fi.
Номери готелю поділяються на 3 категорії:
- Люкс (39 м², тематичні) — «Єгипет», «Франція», «Голлівуд» та «Китай»
- Півлюкс (26 м²)
- Стандарт (18 м²)

## Інфраструктура
- Паркування;
- Ресторан з літньою терасою на 48 місць[3]
- Послуги пральні;
- Конференц зал (35 місць);
- Косметологічний кабінет;
- Масажний кабінет;
- Ультразвукова діагностика.

## Гості готелю
Найчастіше в готелі зупиняються відвідувачі курорту, для яких забезпечуються найкращі можливості пройти медичне обстеження та лікувальні процедури у місті-курорті Трускавець.

## Офіційний сайт
Готель «Оскар»